# Superliga (Slovacchia)
La Superliga, nota per motivi di sponsorizzazione con la denominazione Niké Liga, è la massima divisione del campionato slovacco di calcio. La squadra più titolata è lo Slovan Bratislava.
Il campionato è nato nel 1993 in seguito alla divisione della Cecoslovacchia in Repubblica Ceca e Repubblica Slovacca.
Per la stagione 2022-2023 occupa il 28º posto nel ranking UEFA delle competizioni per club.

## Formula
Le 12 squadre si affrontano in una prima fase in gironi di andata-ritorno. Nella seconda fase le prime sei del girone si affrontano in un gruppo per decretare il campione di Slovacchia, mentre le sei rimanenti si affrontano per non retrocedere in 2. Liga. 

La squadra campione di Slovacchia si qualifica per il primo turno di qualificazione della UEFA Champions League.

La seconda e la terza classificata si qualificano rispettivamente per il secondo e il primo turno di qualificazione della UEFA Europa Conference League.

L'ultimo posto in Europa spetta alla vincitrice della coppa di Slovacchia; se la vincitrice, a fine stagione, arriverà tra la prima e la terza posizione, si giocheranno dei play-off tra le squadre classificate dal quarto al settimo posto per stabilire l'ultima squadra che parteciperà alle competizioni europee.

La penultima classificata disputa uno spareggio promozione-retrocessione con la seconda classificata della 2. Liga, mentre l'ultima classificata retrocede direttamente.

## Storia
Un primo campionato slovacco di calcio (Zvazové Majstrovstvá Slovenska) viene disputato fra il 1925 e il 1933: in quegli anni la Slovacchia era parte della Cecoslovacchia, ma alle squadre slovacche non era consentito partecipare al campionato cecoslovacco. Caduto questo divieto, le compagini slovacche partecipano al campionato cecoslovacco tra il 1935 e il 1939. In questo anno viene creata la Repubblica Slovacca, e di conseguenza le squadre slovacche partecipano ad un loro torneo fino al 1945. Tutti i tornei "slovacchi" disputati fino a questo punto non sono considerati ufficiali.
Nel dopoguerra le squadre slovacche tornano a giocare nel campionato cecoslovacco fino al 1993: in questi anni lo Slovan Bratislava vince otto titoli cecoslovacchi, lo Spartak Trnava cinque, e l'Inter Bratislava uno, senza dimenticare la prestigiosa vittoria dello Slovan nella Coppa delle Coppe 1968-1969, unico trionfo di una squadra della Cecoslovacchia.
Nel 1993 la Slovacchia diventa indipendente, e così l'edizione 1992-1993 del campionato cecoslovacco è anche l'ultima: nel 1993-94 viene infatti organizzato il primo campionato nazionale slovacco. Composto da dodici squadre, si svolge in due fasi: dopo i gironi di andata e ritorno, si disputa un ulteriore girone di sola andata per il titolo per le prime sei squadre, e un altro per la salvezza per le ultime sei squadre, per un totale di trentadue gare disputate da ciascun team.
Questa struttura sarà abbandonata solo nel 1996-97, in favore di un girone unico di sedici squadre, il cui vincitore è campione nazionale. Nel 2000-01 altro cambio: campionato a dieci squadre con doppi andata e ritorno. Infine dal 2006-07 il numero delle squadre sarà portato alle odierne dodici.

## Partecipazioni per squadra
Sono 31 le squadre che hanno partecipato alle 33 edizioni della Superliga dal 1993-1994 al 2025-2026 (in grassetto le squadre partecipanti all'attuale stagione):
- 32 volte:  Spartak Trnava,  Žilina
- 31 volte:  Slovan Bratislava
- 29 volte:  Ružomberok
- 25 volte:  AS Trenčín
- 23 volte:  DAC Dunajská Streda
- 22 volte:  Dukla B.B.
- 19 volte:  VSS Košice
- 18 volte:  Nitra
- 17 volte:  Tatran Prešov
- 16 volte:  ViOn Z.M.
- 14 volte:  Inter Bratislava,  Petržalka
- 13 volte:  Dubnica,  Senica
- 11 volte:  Zemplín Michalovce
- 9 volte:  Podbrezová
- 7 volte:  Banik Prievidza,  Humenné
- 6 volte:  Púchov
- 5 volte:  Lokomotíva Košice,  Partizán Bardejov,  Skalica,  Spartak Myjava
- 4 volte:  Rimavská Sobota,  Sereď
- 3 volte:  FC Košice,  Pohronie,  Senec
- 2 volte:  Komárno,  Liptovský Mikuláš

## Squadre partecipanti
Vengono riportate le squadre militanti nella stagione 2024-2025.
| Club                | Città           | Stadio                   |
| ------------------- | --------------- | ------------------------ |
| AS Trenčín          | Trenčín         | Štadión Sihoť            |
| Dukla B.B.          | Banská Bystrica | Stadio SNP               |
| DAC Dunajská Streda | Dunajská Streda | MOL Aréna                |
| FC Košice           | Košice          | Košická futbalová aréna  |
| Komárno             | Komárno         | ViOn Aréna               |
| Podbrezová          | Podbrezová      | ZELPO Aréna              |
| Ružomberok          | Ružomberok      | Štadión pod Čebraťom     |
| Skalica             | Skalica         | Stadio Municipale        |
| Slovan Bratislava   | Bratislava      | Tehelné pole             |
| Spartak Trnava      | Trnava          | Stadio Anton Malatinský  |
| Zemplín Michalovce  | Michalovce      | Stadio Mestský futbalový |
| Žilina              | Žilina          | Štadión pod Dubňom       |

## Albo d'oro
Le squadre con sede nella capitale Bratislava hanno vinto il maggior numero di titoli: lo Slovan primeggia in graduatoria con 12 successi, davanti allo Žilina con 7.
- 1993-1994:  Slovan Bratislava (1)
- 1994-1995:  Slovan Bratislava (2)
- 1995-1996:  Slovan Bratislava (3)
- 1996-1997:  Košice (1)
- 1997-1998:  Košice (2)
- 1998-1999:  Slovan Bratislava (4)
- 1999-2000:  Inter Slovnaft Bratislava (1)
- 2000-2001:  Inter Slovnaft Bratislava (2)
- 2001-2002:  Žilina (1)
- 2002-2003:  Žilina (2)
- 2003-2004:  Žilina (3)
- 2004-2005:  Artmedia Petržalka (1)
- 2005-2006:  Ružomberok (1)
- 2006-2007:  Žilina (4)
- 2007-2008:  Artmedia Petržalka (2)
- 2008-2009:  Slovan Bratislava (5)
- 2009-2010:  Žilina (5)
- 2010-2011:  Slovan Bratislava (6)
- 2011-2012:  Žilina (6)
- 2012-2013:  Slovan Bratislava (7)
- 2013-2014:  Slovan Bratislava (8)
- 2014-2015:  AS Trenčín (1)
- 2015-2016:  AS Trenčín (2)
- 2016-2017:  Žilina (7)
- 2017-2018:  Spartak Trnava (1)
- 2018-2019:  Slovan Bratislava (9)
- 2019-2020:  Slovan Bratislava (10)
- 2020-2021:  Slovan Bratislava (11)
- 2021-2022:  Slovan Bratislava (12)
- 2022-2023:  Slovan Bratislava (13)
- 2023-2024:  Slovan Bratislava (14)
- 2024-2025:  Slovan Bratislava (15)

## Vittorie per squadra
| Squadra            | Vittorie | Stagioni |
| ------------------ | -------- | --- |
| Slovan Bratislava  | 15       | 1993-94, 1994-95, 1995-96, 1998-99, 2008-09, 2010-11, 2012-13, 2013-14, 2018-2019, 2019-2020, 2020-2021, 2021-2022, 2022-2023, 2023-2024, 2024-2025 |
| Žilina             | 7        | 2001-02, 2002-03, 2003-04, 2006-07, 2009-10, 2011-12, 2016-17                                                                                       |
| VSS Košice         | 2        | 1996-97, 1997-98 |
| Inter Bratislava   | 2        | 1999-00, 2000-01 |
| Artmedia Petržalka | 2        | 2004-05, 2007-08 |
| AS Trenčín         | 2        | 2014-15, 2015-16 |
| Ružomberok         | 1        | 2005-06 |
| Spartak Trnava     | 1        | 2017-18 |